# Sam Bosworth
Sam Bosworth (5 aprile 1994) è un canottiere neozelandese di ruolo timoniere, campione olimpico nell'otto a Tokyo 2020.

## Biografia
Ai mondiali di Sarasota 2023 è salito sul terzo gradino del podio al timone dell'otto femminile.
Ha rappresentato la Nuova Zelanda ai Giochi olimpici estivi di Tokyo 2020, dove ha vinto la medaglia d'oro come timoniere nell'otto maschile con i connazionali Hamish Bond, Tom Murray, Michael Brake, Dan Williamson, Phillip Wilson, Shaun Kirkham, Thomas MacKintosh e Matt MacDonald.

## Palmarès
- Giochi olimpici

Tokyo 2020: oro nell'otto maschile;
- Mondiali

Sarasota 2017: bronzo nel 8 femminile;